# Mary Ward (Naturwissenschaftlerin)

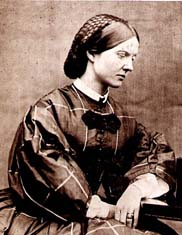
Mary Ward

Mary Ward, geb. King (* 27. April 1827 in Ballylin, County Offaly; † 31. August 1869 in Birr) war eine irische Naturwissenschaftlerin.

## Leben
Bekannt geworden ist Mary Ward nicht nur durch ihre Mikroskopierarbeiten und ihre Zeichnungen, sondern auch durch einen Unfall mit einem dampfbetriebenen Fahrzeug, bei dem sie tödliche Verletzungen erlitt und somit die erste bei einem Unfall tödlich verletzte Passagierin in der Geschichte des Kraftfahrzeugverkehrs wurde. Das Fahrzeug wurde von den Söhnen ihres Cousins William Parsons, 3. Earl of Rosse selbst gebaut und auch gefahren. Eine Unachtsamkeit Wards soll zu dem Unglück geführt haben. In einer Kurve wurde sie aus dem Auto geschleudert und so schwer verletzt, dass sie praktisch sofort tot war.

## Werke
- Sketches with the microscope in a letter to a friend. F.H. Sheiles pr., Parsonstown 1857.
- A World of Wonders revealed by the Microscope. A book for young students. Groombridge & Sons, London 1858. Digitalisat
- Microscope Teachings. Descriptions of various objects of especial interest and beauty adapted for microscopic observation. Groombridge & Sons, London 1864. Digitalisat